# Ricky He
Ricky He, född 2 december 1995 i Vancouver, är en kanadensisk skådespelare. Han är känd för sin roll som Kenny Liu i Epix-serien From.

## Biografi
Ricky He föddes i Vancouver i British Columbia efter att hans föräldrar emigrerade från Kina i början av 1990-talet. Han gick på University of British Columbia och studerade psykologi innan han bestämde sig för att göra karriär inom skådespeleriet.

## Filmografi (i urval)
- 2016 – Second Chance (TV-serie)
- 2016 – The Flash (TV-serie)
- 2016 – Wayward Pines (TV-serie)
- 2016 – Looks Like Christmas
- 2016 – The Romeo Section (TV-serie)
- 2017 – The Magicians (TV-serie)
- 2017 – A Gift to Remember
- 2017 – Christmas Solo
- 2018 – Blurt
- 2018 – Beyond (TV-serie)
- 2018 – Trial & Error (TV-serie)
- 2018 – Freaky Friday
- 2018 – No One Would Tell
- 2018–2020 – The Good Doctor (TV-serie)
- 2018–2020 – A Million Little Things (TV-serie)
- 2018 – Arrow (TV-serie)
- 2020 – A Babysitter's Guide to Monster Hunting
- 2021 – A Cinderella Story: Starstruck
- 2021 – Warming up to You
- 2022–2024 – From (TV-serie)